# Horsley (Gloucestershire)
Pour les articles homonymes, voir Horsley.
Horsley est une paroisse civile et un village du Gloucestershire, en Angleterre.